# Eli’ezer Chalfin
Eli’ezer Chalfin (he.  אליעזר חלפין; ur. 18 czerwca 1948; zm. 5 września 1972) – izraelski zapaśnik walczący w stylu wolnym. Olimpijczyk z Monachium 1972, gdzie odpadł w eliminacjach w kategorii 68 kg. W 1970 roku wyemigrował z ZSRR do Izraela. Zginął w zamachu w czasie igrzysk olimpijskich.

## Turniej wMonachium 1972
| Konkurencja         | Walki             | Walki                | Walki                   | Klas. końcowa         |
| Konkurencja         | Przeciwnik I      | Przeciwnik II        | Przeciwnik III          |                       |
| ------------------- | ----------------- | -------------------- | ----------------------- | --------------------- |
| styl wolny do 68 kg | Ali Şahin (TUR) L | Jagrup Singh (IND) W | József Rusznyák (HUN) L | odpadł w eliminacjach |